# Liga de Campeones de la EHF 2003-04
La Liga de Campeones de la EHF 2003-04 es la 44.ª edición de la competición. Comenzó el 12 de septiembre de 2003 y concluyó el 24 de abril de 2004. En la final de la misma el RK Celje derrotó por un global de 62-58 al SG Flensburg-Handewitt.

## Ronda previa
12 y 13 de septiembre de 2003 (ida) - 20 y 21 de septiembre de 2003 (vuelta)
| Equipo 1              | Agr.  | Equipo 2                  | Ida   | Vuelta |
| --------------------- | ----- | ------------------------- | ----- | ------ |
| HC Hard               | 61–43 | Arkatron Minsk            | 35–17 | 26–26  |
| Fiqas Aalsmeer        | 57–64 | RK Bosna Sarajevo         | 21–29 | 36–35  |
| Granitas Kaunas       | 46–58 | Filippos Veria            | 26–33 | 20–25  |
| Haukar Hafnarfjörður  | 57–47 | CD de São Bernardo-Aveiro | 37–23 | 20–24  |
| Handballclub Tongeren | 46–61 | MŠK Považská Bystrica     | 25–26 | 21–35  |

## Fase de grupos
| Colores de la tabla                            |
| ---------------------------------------------- |
| Equipos que se clasifican a la siguiente ronda |
| Equipos que se clasifican a la Copa EHF        |
| Equipos eliminados de Europa                   |

### Grupo A
| Pos. | Equipo         | Pts. | PJ | G | E | P | GF  | GC  | Dif. | Clasificación |
| ---- | -------------- | ---- | -- | - | - | - | --- | --- | ---- | ------------- |
| 1    | TBV Lemgo      | 14   | 6  | 4 | 2 | 0 | 196 | 157 | +39  |               |
| 2    | BM Ciudad Real | 13   | 6  | 4 | 1 | 1 | 187 | 145 | +42  |               |
| 3    | ZTR Zaporozhye | 7    | 6  | 2 | 1 | 3 | 161 | 145 | +16  |               |
| 4    | Conversano     | 0    | 6  | 0 | 0 | 6 | 118 | 215 | −97  |               |

 Fuente: 
| 11 de octubre de 2003   |         |                |
| ZTR Zaporozhye          | 22 - 28 | TBV Lemgo      |
| AS Conversano           | 23 - 32 | BM Ciudad Real |
| 18 de octubre de 2003   |         |                |
| TBV Lemgo               | 41 - 22 | AS Conversano  |
| 19 de octubre de 2003   |         |                |
| BM Ciudad Real          | 24 - 15 | ZTR Zaporozhye |
| 8 de noviembre de 2003  |         |                |
| ZTR Zaporozhye          | 31 - 24 | AS Conversano  |
| 9 de noviembre de 2003  |         |                |
| BM Ciudad Real          | 34 - 34 | TBV Lemgo      |
| 15 de noviembre de 2003 |         |                |
| AS Conversano           | 32 - 23 | TBV Lemgo      |
| 16 de noviembre de 2003 |         |                |
| ZTR Zaporozhye          | 23 - 32 | BM Ciudad Real |
| 22 de noviembre de 2003 |         |                |
| TBV Lemgo               | 27 - 27 | ZTR Zaporozhye |
| BM Ciudad Real          | 38 - 14 | AS Conversano  |
| 29 de noviembre de 2003 |         |                |
| TBV Lemgo               | 34 - 29 | BM Ciudad Real |
| AS Conversano           | 12 - 41 | ZTR Zaporozhye |

### Grupo B
| Pos. | Equipo                 | Pts. | PJ | G | E | P | GF  | GC  | Dif. | Clasificación |
| ---- | ---------------------- | ---- | -- | - | - | - | --- | --- | ---- | ------------- |
| 1    | SC Magdeburg           | 15   | 6  | 5 | 0 | 1 | 192 | 176 | +16  |               |
| 2    | FC Barcelona           | 13   | 6  | 4 | 1 | 1 | 203 | 152 | +51  |               |
| 3    | Haukar Hafnarfjörður   | 7    | 6  | 2 | 1 | 3 | 179 | 193 | −14  |               |
| 4    | Vardar Vatrost. Skopje | 0    | 6  | 0 | 0 | 6 | 157 | 210 | −53  |               |

 Fuente: 
| 12 de octubre de 2003   |         |                        |
| Haukar Hafnarfjördur    | 26 - 36 | FC Barcelona           |
| Vardar Vatrost. Skopje  | 28 - 30 | SC Magdeburg           |
| 18 de octubre de 2003   |         |                        |
| SC Magdeburg            | 34 - 26 | Haukar Hafnarfjördur   |
| FC Barcelona            | 41 - 19 | Vardar Vatrost. Skopje |
| 8 de noviembre de 2003  |         |                        |
| SC Magdeburg            | 28 - 26 | FC Barcelona           |
| 9 de noviembre de 2003  |         |                        |
| Haukar Hafnarfjördur    | 34 - 33 | Vardar Vatrost. Skopje |
| 16 de noviembre de 2003 |         |                        |
| Vardar Vatrost. Skopje  | 27 - 35 | FC Barcelona           |
| Haukar Hafnarfjördur    | 34 - 37 | SC Magdeburg           |
| 22 de noviembre de 2003 |         |                        |
| FC Barcelona            | 27 - 27 | Haukar Hafnarfjördur   |
| 23 de noviembre de 2003 |         |                        |
| SC Magdeburg            | 38 - 24 | Vardar Vatrost. Skopje |
| 29 de noviembre de 2003 |         |                        |
| FC Barcelona            | 38 - 25 | SC Magdeburg           |
| 30 de noviembre de 2003 |         |                        |
| Vardar Vatrost. Skopje  | 26 - 32 | Haukar Hafnarfjördur   |

### Grupo C
| Pos. | Equipo             | Pts. | PJ | G | E | P | GF  | GC  | Dif. | Clasificación |
| ---- | ------------------ | ---- | -- | - | - | - | --- | --- | ---- | ------------- |
| 1    | KIF Kolding        | 13   | 6  | 4 | 1 | 1 | 204 | 172 | +32  |               |
| 2    | Prule 67 Ljubljana | 13   | 6  | 4 | 1 | 1 | 181 | 178 | +3   |               |
| 3    | Partizan           | 4    | 6  | 1 | 1 | 4 | 179 | 194 | −15  |               |
| 4    | ASKİ Ankara        | 4    | 6  | 1 | 1 | 4 | 163 | 183 | −20  |               |

 Fuente: 
| 12 de octubre de 2003   |         |                    |
| KIF Kolding             | 42 - 26 | Partizan Belgrado  |
| Prule 67 Ljubljana      | 31 - 28 | ASKİ Ankara        |
| 18 de octubre de 2003   |         |                    |
| ASKİ Ankara             | 27 - 27 | KIF Kolding        |
| 19 de octubre de 2003   |         |                    |
| Partizan Belgrado       | 32 - 33 | Prule 67 Ljubljana |
| 8 de noviembre de 2003  |         |                    |
| ASKİ Ankara             | 29 - 27 | Partizan Belgrado  |
| 9 de noviembre de 2003  |         |                    |
| Prule 67 Ljubljana      | 31 - 25 | KIF Kolding        |
| 16 de noviembre de 2003 |         |                    |
| KIF Kolding             | 37 - 27 | ASKİ Ankara        |
| Prule 67 Ljubljana      | 29 - 29 | Partizan Belgrado  |
| 22 de noviembre de 2003 |         |                    |
| Partizan Belgrado       | 30 - 31 | KIF Kolding        |
| ASKİ Ankara             | 22 - 26 | Prule 67 Ljubljana |
| 29 de noviembre de 2003 |         |                    |
| Partizan Belgrado       | 35 - 30 | ASKİ Ankara        |
| 30 de noviembre de 2003 |         |                    |
| KIF Kolding             | 42 - 31 | Prule 67 Ljubljana |

### Grupo D
| Pos. | Equipo             | Pts. | PJ | G | E | P | GF  | GC  | Dif. | Clasificación |
| ---- | ------------------ | ---- | -- | - | - | - | --- | --- | ---- | ------------- |
| 1    | Montpellier HB     | 15   | 6  | 5 | 0 | 1 | 167 | 144 | +23  |               |
| 2    | BM Ademar León     | 12   | 6  | 4 | 0 | 2 | 179 | 161 | +18  |               |
| 3    | Chejovskie Medvedi | 9    | 6  | 3 | 0 | 3 | 166 | 165 | +1   |               |
| 4    | HC Hard            | 0    | 6  | 0 | 0 | 6 | 138 | 180 | −42  |               |

 Fuente: 
| 11 de octubre de 2003   |         |                    |
| Ademar León             | 29 - 24 | HC Hard            |
| 12 de octubre de 2003   |         |                    |
| Montpellier HB          | 27 - 19 | Chejovskie Medvedi |
| 17 de octubre de 2003   |         |                    |
| HC Hard                 | 18 - 27 | Montpellier HB     |
| 18 de octubre de 2003   |         |                    |
| Chejovskie Medvedi      | 30 - 28 | Ademar León        |
| 7 de noviembre de 2003  |         |                    |
| HC Hard                 | 26 - 30 | Chejovskie Medvedi |
| 8 de noviembre de 2003  |         |                    |
| Ademar León             | 35 - 29 | Montpellier HB     |
| 16 de noviembre de 2003 |         |                    |
| Ademar León             | 32 - 29 | Chejovskie Medvedi |
| Montpellier HB          | 29 - 24 | HC Hard            |
| 21 de noviembre de 2003 |         |                    |
| HC Hard                 | 24 - 32 | Ademar León        |
| 22 de noviembre de 2003 |         |                    |
| Chejovskie Medvedi      | 25 - 30 | Montpellier HB     |
| 29 de noviembre de 2003 |         |                    |
| Chejovskie Medvedi      | 33 - 22 | HC Hard            |
| 30 de noviembre de 2003 |         |                    |
| Montpellier HB          | 25 - 30 | Ademar León        |

### Grupo E
| Pos. | Equipo         | Pts. | PJ | G | E | P | GF  | GC  | Dif. | Clasificación |
| ---- | -------------- | ---- | -- | - | - | - | --- | --- | ---- | ------------- |
| 1    | RK Zagreb      | 9    | 6  | 3 | 0 | 3 | 159 | 144 | +15  |               |
| 2    | SC Pick Szeged | 9    | 6  | 3 | 0 | 3 | 160 | 154 | +6   |               |
| 3    | Sandefjord TIF | 9    | 6  | 3 | 0 | 3 | 149 | 157 | −8   |               |
| 4    | Filippos Veria | 9    | 6  | 3 | 0 | 3 | 154 | 167 | −13  |               |

 Fuente: 
| 11 de octubre de 2003   |         |                 |
| SC Pick Szeged          | 31 - 26 | Filippos Verias |
| 12 de octubre de 2003   |         |                 |
| RK Zagreb               | 22 - 15 | Sandefjord TIF  |
| 18 de octubre de 2003   |         |                 |
| Sandefjord TIF          | 26 - 24 | SC Pick Szeged  |
| Filippos Verias         | 28 - 27 | RK Zagreb       |
| 8 de noviembre de 2003  |         |                 |
| SC Pick Szeged          | 27 - 26 | RK Zagreb       |
| Filippos Verias         | 32 - 26 | Sandefjord TIF  |
| 15 de noviembre de 2003 |         |                 |
| SC Pick Szeged          | 30 - 26 | Sandefjord TIF  |
| 16 de noviembre de 2003 |         |                 |
| RK Zagreb               | 32 - 21 | Filippos Verias |
| 22 de noviembre de 2003 |         |                 |
| Filippos Verias         | 24 - 23 | SC Pick Szeged  |
| 23 de noviembre de 2003 |         |                 |
| Sandefjord TIF          | 28 - 26 | RK Zagreb       |
| 30 de noviembre de 2003 |         |                 |
| Sandefjord TIF          | 28 - 23 | Filippos Verias |
| RK Zagreb               | 26 - 25 | SC Pick Szeged  |

### Grupo F
| Pos. | Equipo                 | Pts. | PJ | G | E | P | GF  | GC  | Dif. | Clasificación |
| ---- | ---------------------- | ---- | -- | - | - | - | --- | --- | ---- | ------------- |
| 1    | RK Celje               | 16   | 6  | 5 | 1 | 0 | 196 | 161 | +35  |               |
| 2    | SG Flensburg-Handewitt | 13   | 6  | 4 | 1 | 1 | 211 | 181 | +30  |               |
| 3    | Redbergslids IK        | 6    | 6  | 2 | 0 | 4 | 179 | 186 | −7   |               |
| 4    | MŠK Považská Bystrica  | 0    | 6  | 0 | 0 | 6 | 163 | 221 | −58  |               |

 Fuente: 
| 11 de octubre de 2003   |         |                        |
| Redbergslids IK         | 33 - 34 | SG Flensburg-Handewitt |
| 12 de octubre de 2003   |         |                        |
| MŠK Považská Bystrica   | 32 - 39 | RK Celje               |
| 18 de octubre de 2003   |         |                        |
| SG Flensburg-Handewitt  | 37 - 30 | MŠK Považská Bystrica' |
| RK Celje                | 29 - 22 | Redbergslids IK        |
| 8 de noviembre de 2003  |         |                        |
| SG Flensburg-Handewitt  | 29 - 29 | RK Celje               |
| 9 de noviembre de 2003  |         |                        |
| MŠK Považská Bystrica   | 28 - 35 | Redbergslids IK        |
| 15 de noviembre de 2003 |         |                        |
| Redbergslids IK         | 25 - 30 | RK Celje               |
| 16 de noviembre de 2003 |         |                        |
| MŠK Považská Bystrica   | 27 - 39 | SG Flensburg-Handewitt |
| 22 de noviembre de 2003 |         |                        |
| SG Flensburg-Handewitt  | 44 - 33 | Redbergslids IK        |
| RK Celje                | 40 - 25 | MŠK Považská Bystrica  |
| 29 de noviembre de 2003 |         |                        |
| Redbergslids IK         | 31 - 21 | MŠK Považská Bystrica  |
| 30 de noviembre de 2003 |         |                        |
| RK Celje                | 29 - 28 | SG Flensburg-Handewitt |

### Grupo G
| Pos. | Equipo            | Pts. | PJ | G | E | P | GF  | GC  | Dif. | Clasificación |
| ---- | ----------------- | ---- | -- | - | - | - | --- | --- | ---- | ------------- |
| 1    | KC Veszprém       | 18   | 6  | 6 | 0 | 0 | 197 | 156 | +41  |               |
| 2    | Skjern HB         | 7    | 6  | 2 | 1 | 3 | 151 | 153 | −2   |               |
| 3    | KS Kielce         | 7    | 6  | 2 | 1 | 3 | 159 | 177 | −18  |               |
| 4    | HC Bosna Sarajevo | 3    | 6  | 1 | 0 | 5 | 151 | 172 | −21  |               |

 Fuente: 
| 11 de octubre de 2003   |          |                    |
| KS Kielce               | '25 - 25 | Skjern HB          |
| 12 de octubre de 2003   |          |                    |
| HC Bosna Sarajevo       | 24 - 35  | KC Veszprém        |
| 18 de octubre de 2003   |          |                    |
| Skjern HB               | 30 - 20  | HC Bosna Sarajevo' |
| KC Veszprém             | 31 - 24  | KS Kielce          |
| 8 de noviembre de 2003  |          |                    |
| Skjern HB               | 23 - 26  | KC Veszprém        |
| 9 de noviembre de 2003  |          |                    |
| HC Bosna Sarajevo       | 31 - 32  | KS Kielce          |
| 15 de noviembre de 2003 |          |                    |
| KS Kielce               | 30 - 41  | KC Veszprém        |
| 16 de noviembre de 2003 |          |                    |
| HC Bosna Sarajevo       | 27 - 18  | Skjern HB          |
| 22 de noviembre de 2003 |          |                    |
| Skjern HB               | 26 - 22  | KS Kielce          |
| KC Veszprém             | 31 - 26  | HC Bosna Sarajevo  |
| 28 de noviembre de 2003 |          |                    |
| KS Kielce               | 26 - 23  | HC Bosna Sarajevo  |
| 29 de noviembre de 2003 |          |                    |
| KC Veszprém             | 33 - 29  | Skjern HB          |

### Grupo H
| Pos. | Equipo             | Pts. | PJ | G | E | P | GF  | GC  | Dif. | Clasificación |
| ---- | ------------------ | ---- | -- | - | - | - | --- | --- | ---- | ------------- |
| 1    | Chambéry Savoie HB | 18   | 6  | 6 | 0 | 0 | 185 | 157 | +28  |               |
| 2    | Pfadi Winterthur   | 7    | 6  | 2 | 1 | 3 | 192 | 178 | +14  |               |
| 3    | HC Baník Karviná   | 6    | 6  | 2 | 0 | 4 | 180 | 194 | −14  |               |
| 4    | RK Metković        | 4    | 6  | 1 | 1 | 4 | 156 | 184 | −28  |               |

 Fuente: 
| 12 de octubre de 2003   |          |                    |
| HC Baník Karviná        | '38 - 27 | RK Metković        |
| Pfadi Winterthur        | 25 - 29  | Chambéry Savoie HB |
| 18 de octubre de 2003   |          |                    |
| Chambéry Savoie HB      | 34 - 26  | HC Baník Karviná'  |
| 19 de octubre de 2003   |          |                    |
| RK Metković             | 29 - 29  | Pfadi Winterthur   |
| 9 de noviembre de 2003  |          |                    |
| Pfadi Winterthur        | 38 - 29  | HC Baník Karviná   |
| RK Metković             | 25 - 30  | Chambéry Savoie HB |
| 16 de noviembre de 2003 |          |                    |
| HC Baník Karviná        | 28 - 36  | Chambéry Savoie HB |
| Pfadi Winterthur        | 38 - 25  | RK Metković        |
| 22 de noviembre de 2003 |          |                    |
| Chambéry Savoie HB      | 32 - 31  | Pfadi Winterthur   |
| 23 de noviembre de 2003 |          |                    |
| RK Metković             | 28 - 25  | HC Baník Karviná   |
| 29 de noviembre de 2003 |          |                    |
| Chambéry Savoie HB      | 24 - 22  | RK Metković        |
| 30 de noviembre de 2003 |          |                    |
| HC Baník Karviná        | 34 - 31  | Pfadi Winterthur   |

## Octavos de final
13 - 14  de diciembre (ida) - 20 - 21 de diciembre (vuelta)
| Equipo 1               | Equipo 2           | 1.º partido | 2.º partido | Total  |
| ---------------------- | ------------------ | ----------- | ----------- | ------ |
| BM Ciudad Real         | Chambéry Savoie HB | 36–28       | 33–32       | 69–60  |
| Skjern HB              | SC Magdeburg       | 30–25       | 24–34       | 54–59  |
| BM Ademar León         | RK Celje           | 38–25       | 21–34       | 59–59* |
| SG Flensburg-Handewitt | Kolding IF         | 34–29       | 33–20       | 67–49  |
| SC Pick Szeged         | Montpellier HB     | 29–22       | 26–27       | 55–49  |
| Pfadi Winterthur       | RK Zagreb          | 32–29       | 24–32       | 56–61  |
| Prule 67 Ljubljana     | TBV Lemgo          | 28–28       | 27–32       | 55–60  |
| FC Barcelona           | KC Veszprém        | 33–29       | 26–31       | 59–60  |

## Cuartos de final
14 - 15  de febrero (ida) - 21 - 22 de febrero (vuelta)
| Equipo 1               | Equipo 2     | 1.º partido | 2.º partido | Total |
| ---------------------- | ------------ | ----------- | ----------- | ----- |
| SG Flensburg-Handewitt | RK Zagreb    | 30–27       | 28–26       | 58–53 |
| SC Pick Szeged         | SC Magdeburg | 30–31       | 24–28       | 54–59 |
| RK Celje               | TBV Lemgo    | 32–25       | 28–28       | 60–53 |
| BM Ciudad Real         | KC Veszprém  | 33–24       | 28–25       | 61–49 |

## Semifinales
13 - 14  de marzo (ida) - 20 - 21 de marzo (vuelta)
| Equipo 1               | Equipo 2     | 1.º partido | 2.º partido | Total  |
| ---------------------- | ------------ | ----------- | ----------- | ------ |
| BM Ciudad Real         | RK Celje     | 35–36       | 32–34       | 67–70  |
| SG Flensburg-Handewitt | SC Magdeburg | 30–20       | 26–36       | 56–56* |

## Final
18 de abril (ida) - 24 de abril (vuelta)
| Equipo 1 | Equipo 2               | 1.º partido | 2.º partido | Total |
| -------- | ---------------------- | ----------- | ----------- | ----- |
| RK Celje | SG Flensburg-Handewitt | 34–28       | 28–30       | 62–58 |

## Goleadores
Los principales goleadores de la EHF Champions League 2003–04 fueron:
| #  | Jugador            | Equipo                 | Goles | Partidos | Promedio |
| -- | ------------------ | ---------------------- | ----- | -------- | -------- |
| 1  | Siarhei Rutenka    | RK Celje               | 86    | 12       | 7,1      |
| 2  | Eduard Koksharov   | RK Celje               | 74    | 12       | 6,2      |
| 2  | Renato Vugrinec    | RK Celje               | 74    | 12       | 6,2      |
| 4  | Stefan Kretzschmar | SC Magdeburg           | 73    | 10       | 7,3      |
| 5  | Søren Stryger      | SG Flensburg-Handewitt | 72    | 10       | 6,0      |
| 6  | Karol Bielecki     | KS Kielce              | 62    | 6        | 10,3     |
| 6  | Stéphane Stoecklin | Chambéry Savoie HB     | 62    | 7        | 8,9      |
| 8  | Manuel Liniger     | Pfadi Winterthur       | 60    | 8        | 7,5      |
| 8  | Vedran Zrnić       | RD Prule 67 Ljubljana  | 60    | 8        | 7,5      |
| 10 | Joël Abati         | SC Magdeburg           | 58    | 10       | 5,8      |
| 10 | Lars Christiansen  | SG Flensburg-Handewitt | 58    | 11       | 5,3      |